# Mont Seymour
Le mont Seymour (Mount Seymour) est une montagne de la Colombie-Britannique faisant partie des montagnes North Shore, située dans le district de North Vancouver. Il a été nommé en l'honneur de Frederick Seymour, deuxième gouverneur de la colonie de la Colombie-Britannique. Plusieurs tours de transmission de stations de radio et de télévision de Vancouver y sont situées.
Il abrite une station de ski du même nom.